# Corioliswaage
Als Corioliswaage, Coriolis-Durchflusswaage oder auch Rotorwaage wird eine Waage bezeichnet, die das Gewicht eines Massenstroms unter Ausnutzung der Corioliskraft misst. Bei den mittels der Corioliswaage gemessenen Massenströmen handelt es sich hauptsächlich um Schüttgut, insbesondere Stäube, Pulver und Mehle, aber auch Granulate und Getreide. Die Corioliswaage ist nicht zu verwechseln mit dem Coriolis-Massendurchflussmesser, der sich mit der Messung von Flüssigkeiten und Gasen beschäftigt.

## Aufbau

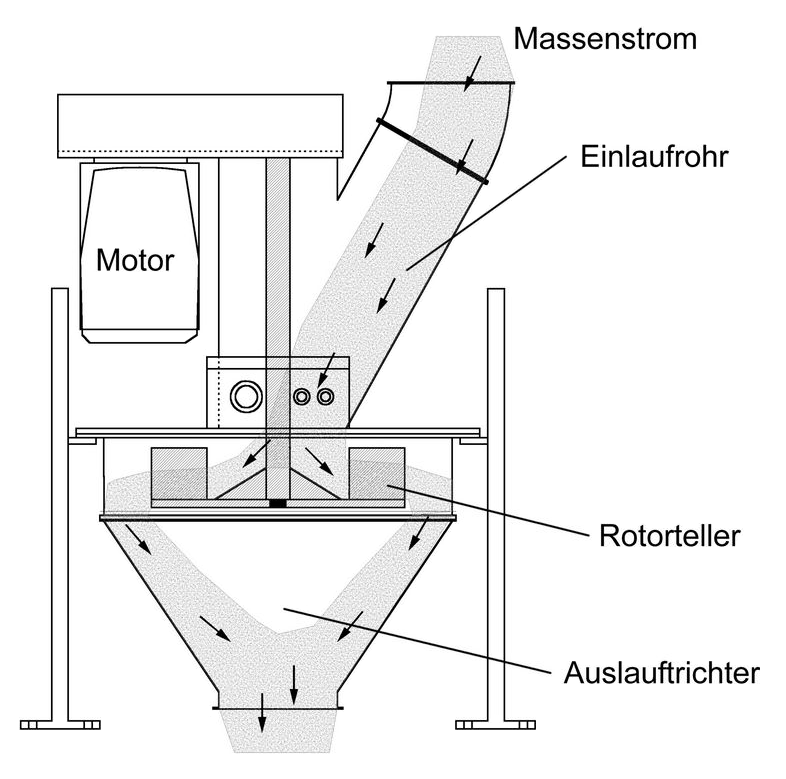
Schema einer Corioliswaage

Die Corioliswaage besteht im Wesentlichen aus einem Einlaufrohr, einem von einem Motor über eine Welle angetriebenem Rotorteller und einem Auslauftrichter. Es gibt unterschiedliche Bauformen, insbesondere was die Zuführung und den Rotorteller angeht. Der prinzipielle Aufbau ist jedoch mit dem hier dargestellten vergleichbar.

## Funktion
Das zu verwiegende Schüttgut wird durch das Einlaufrohr in die Mitte des Rotortellers geleitet. Der Rotorteller rotiert mit einer festen Drehzahl und beschleunigt den durch ihn fließenden Massenstrom durch radial angeordnete Flügel. Der Massenstrom verlässt den Rotorteller danach in tangentialer Richtung und gleitet durch den Auslauftrichter in Spiralen aus der Waage.
Das zur Beschleunigung des Massenstroms benötigte Drehmoment wird gemessen und ausgewertet. Es ist proportional zur Menge des geförderten Massenstroms.
Für die Messung dieses Drehmoments gibt es verschiedene Verfahren.
Eine Möglichkeit besteht in der Messung des durch den Motor aufgenommenen Stromes. Aufgrund verschiedener Verlust- und Störeinflüsse ist dieses Verfahren relativ ungenau.
Eine andere Möglichkeit besteht darin, den Motor pendelnd zu lagern und die auf ihn wirkende Kraft mit einem Dehnungsmessstreifen zu messen. Dadurch erzielt man eine direkte Kraftmessung, muss jedoch die durch die Lagerung entstehenden Reibungseinflüsse in Kauf nehmen. Daher eignet sich dieses Verfahren nur für Massenströme größer als ca. 1 t/h.
Andere Verfahren können diese Einflüsse durch eine präzise Aufhängung und das Umgehen der Motorlagerung eliminieren und ermöglichen eine Verwiegung von Massenströmen bis in den Gramm-Bereich.

## Vorteile
Die Messung von Massenströmen mit der Corioliswaage ist nach oben hin nahezu unbegrenzt. Es wurden bereits Waagen für Massenströme bis 150 t/h realisiert.
Ein Vorteil der Coriolismessung ist die Eliminierung von Reibungskräften. Da Reibungskräfte in radialer Richtung entlang der Flügel wirken, gehen sie nicht in die tangential gerichtete Coriolisbeschleunigung ein. Somit lassen sich Schüttgüter mit schwankenden Produkteigenschaften (zum Beispiel Dichte, Viskosität) wiegen, ohne dass eine neuerliche Justierung notwendig wird.
Ein weiterer Vorteil der Corioliswaage ist ihr breites Einsatzspektrum. Sie eignet sich zur Massenbestimmung sowohl von freifließenden (zum Beispiel Granulate, Getreide) als auch von kohäsiven, schwerfließenden Schüttgütern (zum Beispiel Kohlestaub, Mehl, Kleie).
Im Vergleich zu Prallplattenwaagen erreicht man kleinere Messfehler (im Bereich von ca. 0,5 %).
Weiterentwicklungen haben die Corioliswaage zu einem robusten Messgerät gemacht, das auch unter Einfluss von Vibrationen und Stößen dieselben Genauigkeiten liefert.

## Nachteile
Der Nachteil von Corioliswaagen ist ihr – im Vergleich zu anderen nicht-eichfähigen Waagen – hoher Preis.
Außerdem wird die Messung des Massenstroms bei einer schlechten Zuführung negativ beeinflusst. Daher sollte auf eine optimale Produktzuführung stets geachtet werden.
Die Eichung von Corioliswaagen ist schwierig, da die in den entsprechenden Eichklassen geforderten Genauigkeiten nicht immer erreicht werden. Dennoch ist dies für bestimmte Eichklassen bereits gelungen.
Dass eine hohe Genauigkeit negative Auswirkungen haben kann, zeigt sich in der Tatsache, dass die Corioliswaage die gesamte durch sie geförderte Masse wiegt. Folglich wird auch die durch sie strömende Luft gewogen. Ist der Luftstrom konstant, so kann er durch Tarieren eliminiert werden. Ein schwankender Luftstrom hingegen führt zu Messfehlern.